# Tempio di Eshmun
Il tempio di Eshmun (in arabo معبد أشمون‎?) è un antico luogo di culto dedicato a Eshmun, la divinità fenicia della guarigione. Il tempio è situato vicino al fiume Awali, 2 km a nordest di Sidone, nel Libano sudoccidentale.
Il sito fu occupato dal VII secolo a.C. fino all'VIII secolo d.C., indicando una relazione stretta con la vicina città di Sidone.
Anche se fu costruito in origine dal re di Sidone Eshmunazar II in età achemenide (529–333 a.C.) per celebrare la ricchezza e l'importanza della città nuovamente riguadagnate, il complesso del tempio fu notevolmente ampliato da Bodastarte, Yatan-milk e altri monarchi successivi.
A causa dell'espansione prolungata per molti secoli in cui si alternarono momenti di indipendenza e di egemonia straniera, il santuario è caratterizzato dalla presenza di molteplici stili ed influenze architettoniche e decorative.
Il santuario è costituito da una spianata e da un ampio cortile limitato da un enorme muro di terrazzamento in calcare sostenente un podio monumentale, su cui un tempo sorgeva il tempio marmoreo di Eshmun in stile greco-persiano.
Nel santuario si trovano alcuni bacini per abluzioni rituali, alimentati da canali che adducono acqua dal fiume Asclepius (moderno Awali) e dalla fonte sacra "Ydll"; questi erano utilizzati per scopi terapeutici e purificatori che caratterizzavano il culto di Eshmun. Il sito del santuario ha restituito molti reperti di valore, in particolare quelli iscritti con testi fenici, fornendo informazioni preziose sulla storia del sito e dell'antica Sidone.
Il tempio di Eshmun andò in declino e cadde nell'oblio quando il Cristianesimo sostituì il Paganesimo e i suoi grandi blocchi calcarei furono reimpiegati per edificare strutture più tarde.
Il sito del tempio fu scoperto nel 1900 da cacciatori di tesori della zona, che attirarono la curiosità di studiosi internazionali. Maurice Dunand, un archeologo francese, scavò intensamente il sito dal 1963 fino all'inizio della guerra civile nel 1975. Dopo la fine delle ostilità e il ritiro di Israele dal Libano meridionale, il sito è stato riconsiderato e inserito nella lista dei siti candidati a essere Patrimonio dell'umanità.

## Eshmun
Eshmun era il dio fenicio della guarigione e del rinnovamento della vita. Era una fra le più importanti divinità del pantheon fenicio e la principale divinità maschile di Sidone. Una divinità della natura, in origine, e un dio della vegetazione primaverile, Eshmun fu equiparato alla divinità babilonese Dumuzi.
In seguito, il suo ruolo nel pantheon fenicio fu ampliato, ottenendo attributi celesti e cosmici.
Il mito di Eshmun fu narrato dal filosofo neoplatonico siriano del VI secolo d.C. Damascio e dal patriarca di Costantinopoli del IX secolo d.C. Fozio. Essi riportano che Eshmun, un giovane uomo di Beirut, stava cacciando nei boschi quando Astarte lo vide e rimase colpita dalla sua bellezza. La dea invaghita lo molestò inseguendolo fino a quando Eshmun si evirò con una scure e morì.
La dea addolorata fece rivivere Eshmun e lo trasportò nei cieli, dove lo rese un dio uranico.
Dal punto di vista storico, la prima citazione scritta di Eshmun risale al 754 a.C., quando fu stipulato il trattato tra il re assiro Assur-nirari V e Mati'el, re di Arpad; Eshmun compare nel testo come patrono del trattato.
Più tardi, Eshmun fu identificato con Asclepio a seguito dell'influenza ellenistica sulla Fenicia; la più antica testimonianza di questa corrispondenza è data da monete del III secolo a.C. provenienti da Amrit e Acri. Esempio di questa influenza è anche l'ellenizzazione dei nomi: il fiume Awali fu soprannominato Asclepius fluvius e i boschetti circostanti al tempio di Eshmun divennero noti come boschetti di Asclepio.

## Storia

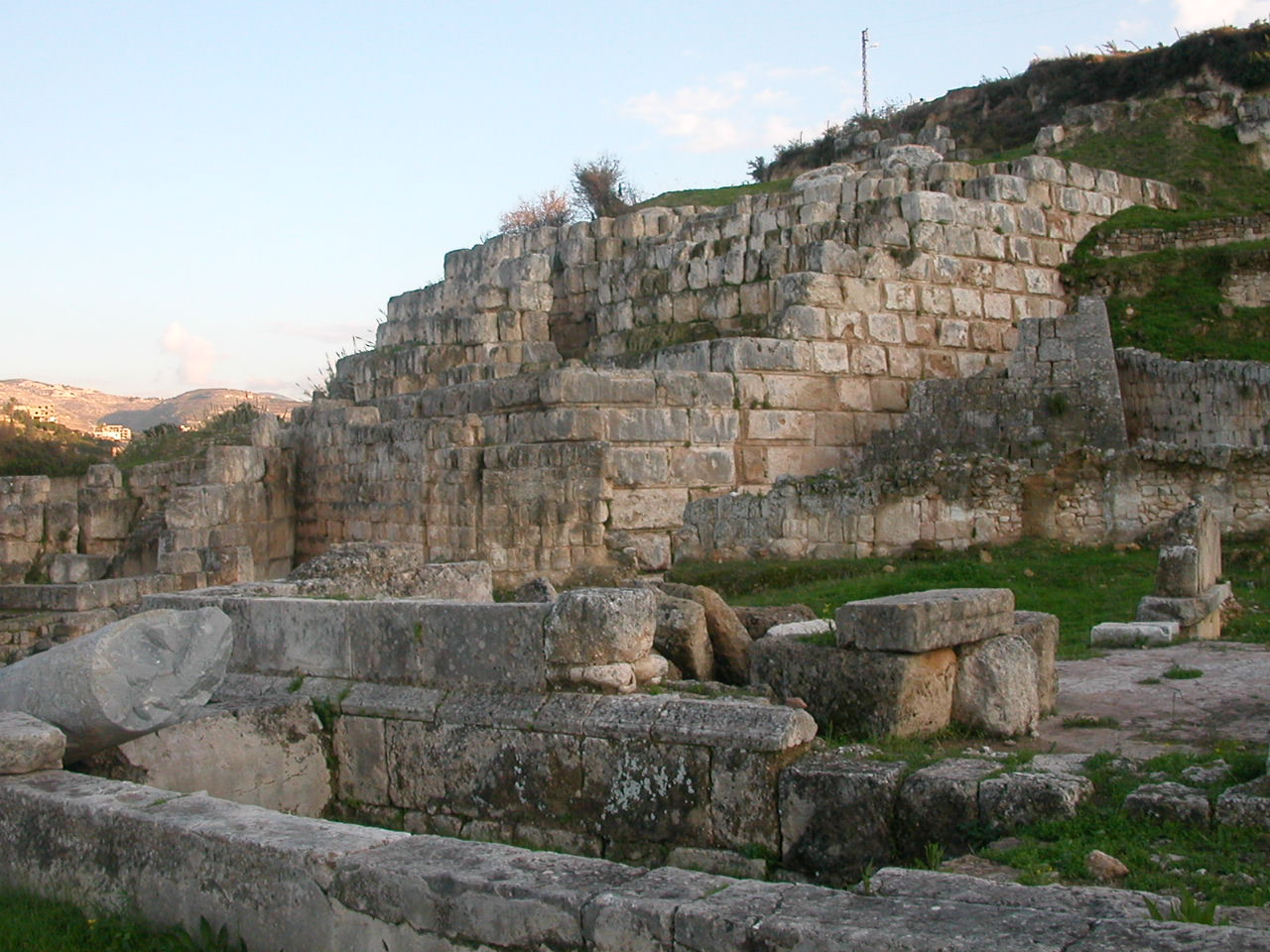
Il podio bugnato (ashlar) del tempio di Eshmun - Bustan el-Sheikh (vicino a Sidone)

### Contesto storico
Nel IX secolo a.C., il re assiro Assurnasirpal II conquistò l'area montuosa libanese e le sue città costiere. I nuovi sovrani imposero il versamento di tributi a Sidone, così come alle altre città fenicie. Questi versamenti fecero sì che Sidone fosse stimolata a cercare nuovi mezzi di approvvigionamento e favorirono l'emigrazione e l'espansione fenicia, che raggiunsero il massimo nell'VIII secolo a.C..
Quando il re assiro Sargon II morì nel 705 a.C., il re di Sidone Luli si alleò con Egiziani e Giudei in una ribellione fallimentare contro il dominio assiro, trovandosi obbligato a rifugiarsi a Kition (moderna Larnaca a Cipro) all'arrivo dell'esercito assiro condotto da Sennacherib, figlio e successore di Sargon II. Sennacherib pose Ittobaal sul trono di Sidone e impose nuovamente il tributo annuale.
Anche Abdi-Milkutti, quando ascese al trono di Sidone nel 680 a.C., si ribellò contro gli Assiri.
In risposta alla ribellione, il re assiro Esarhaddon pose sotto assedio la città. Abdi-Milkutti fu catturato e decapitato nel 677 a.C., dopo un assedio durato tre anni, mentre la sua città fu distrutta e rinominata Kar-Ashur-aha-iddina (il porto di Esarhaddon). Sidone fu privata del suo territorio, che fu donato a Baal I, re della rivale Tiro e leale vassallo di Esarhaddon.
Baal I ed Esarhaddon sottoscrissero un trattato nel 675 in cui il nome di Eshmun compare come una delle divinità invocate come garanti del patto.

### Costruzione
Sidone riacquistò il precedente livello di prosperità nei 13 anni (586–573 a.C.) in cui Tiro era posta sotto assedio dal re caldeo Nabucodonosor II. Nonostante ciò, il re di Sidone era ancora trattenuto in esilio presso la corte di Babilonia.
Sidone reclamava il suo ruolo precedente di città principale della Fenicia nel periodo achemenide (circa 529–333 a.C.). In questo periodo, Serse I donò al re Eshmunazar II la pianura di Sharon per aver impiegato la flotta di Sidone nel corso delle sue operazioni durante le guerre greco–persiane.
Eshmunazar II mise in mostra la nuova ricchezza costruendo numerosi templi dedicati alle divinità sidonie.
Iscrizioni scoperte sul sarcofago del re rivelano che egli e sua madre, Amashtarte, edificarono templi agli dei di Sidone, incluso il tempio di Eshmun presso la fonte "Ydll vicino alla cisterna".
Come attestato da due serie di iscrizioni poste sulle fondazioni del podio monumentale, la costruzione del podio del santuario non fu avviata prima del regno di Bodastarte. Il primo gruppo di iscrizioni reca il nome del solo Bodastarte, il secondo gruppo reca insieme il suo nome e quello del principe ereditario Yatan-milk. Un'iscrizione fenicia ubicata 3 km a monte rispetto al tempio, datata al XIV anno di regno di Bodastarte, fa riferimento a lavori di adduzione di acqua dal fiume Awali alla fonte "Ydll", posta presso il tempio e utilizzata per le abluzioni rituali.

### Declino
I primi danni al santuario di Eshmun furono prodotti da un terremoto avvenuto nel IV secolo a.C., che demolì il tempio marmoreo posto sul podio; questa struttura non fu riedificata, ma in seguito molte cappelle e molti templi furono edificati alla base del podio.
Il sito del tempio restò attivo come luogo di pellegrinaggio del mondo antico fino all'avvento del Cristianesimo, quando il culto di Eshmun fu bandito e nel sito del tempio, a cavallo della strada romana che portava al podio, fu edificata una chiesa cristiana.
Ruderi e pavimenti mosaicati della chiesa bizantina sono ancora visibili.
Un altro terremoto colpì Sidone nel 570 d.C.; Antonino di Piacenza, un pellegrino cristiano italiano, descrisse la città come parzialmente in rovina. Per molti anni, dopo la cessazione del culto di Eshmun, il santuario fu utilizzato come cava di materiale edile; nel XVII secolo, l'emiro Fakhr al-Din II utilizzò i suoi blocchi massicci per costruire un ponte sul fiume Awali. Successivamente il sito fu dimenticato fino alla riscoperta.

### Riscoperta moderna

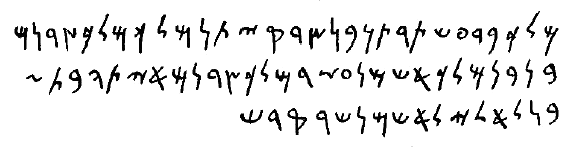
Iscrizione fenicia del re Bodastarte rinvenuta sul podio del tempio di Eshmun. Bustan el-Sheikh, Sidone, IV secolo a.C.

Tra il 1737 e il 1742, Richard Pococke, un antropologo inglese, viaggiò nel Medio Oriente e scrisse a proposito di quelle che egli pensava fossero rovine di mura difensive, edificate con blocchi di pietra misuranti 3,7 m, poste vicino al fiume Awali. Quando l'orientalista francese Ernest Renan visitò l'area nel 1860, notò che le spalle del ponte sull'Awali erano realizzate con blocchi finemente bugnati che provenivano da una struttura precedente. Osservò anche nella sua relazione, Mission de Phénicie, che un cacciatore di tesori locale gli raccontò di un ampio edificio posto in prossimità del ponte.
Nel 1900, un cacciatore di tesori clandestino del luogo, scavando presso il sito del tempio di Eshmun, scoprì casualmente delle iscrizioni incise sulle pareti del tempio. Questa scoperta attirò l'attenzione di Theodore Macridy, curatore del Museo di Costantinopoli, che liberò le rovine del tempio tra il 1901 e il 1903. Anche Wilhelm Von Landau compiì scavi tra il 1903 e il 1904. Nel 1920, Gaston Contenau fu a capo di un gruppo di archeologi che indagarono il complesso del tempio.
La prima campagna estensiva di scavi archeologici, che portò alla luce i resti del tempio di Eshmun, fu condotta da Maurice Dunand tra il 1963 e il 1975.
Le testimonianze archeologiche dimostrano che il sito fu occupato dal VII secolo a.C. fino all'VIII secolo d.C..

### Dopo il 1975
Durante la guerra civile libanese e l'occupazione israeliana del Libano meridionale, il sito del tempio fu trascurato e fu invaso dalla vegetazione spontanea molto rigogliosa; dopo il ritiro degli Israeliani, il sito fu pulito e riportato alla condizione precedente.
Oggi, il santuario di Eshmun può essere visitato durante tutto l'anno e gratuitamente. Vi si accede tramite una rampa di uscita dalla principale autostrada del Libano meridionale posta nei pressi dell'accesso settentrionale a Sidone.
Il sito è di notevole importanza archeologica in quanto, nel Libano, è il sito fenicio meglio conservato.
Il 1 luglio 1996, il sito è stato inserito nella categoria culturale della lista dei siti candidati a patrimonio dell'umanità dell'UNESCO.
In letteratura, il tempio di Eshmun compare nel racconto del 2009 di Nabil Saleh The Curse of Ezekiel come luogo dove Bomilcare si innamora e salva la principessa Chiboulet dal progetto malvagio di uno dei sacerdoti del tempio.

## Ubicazione
Numerosi testi antichi menzionano il tempio di Eshmun e la sua ubicazione. Le iscrizioni fenicie sul sarcofago di Eshmunazar II, un re di Sidone, commemorano la costruzione di una "dimora" per il "sacro principe" Eshmun da parte del re e di sua madre, la regina Amashtarte, presso la "fonte Ydll vicino alla cisterna". 
Dionigi il Periegeta, un antico narratore di viaggi greco, riportò che il tempio di Eshmun era presso il fiume Bostrenos e Antonino di Piacenza, pellegrino italiano del VI secolo d.C., scrisse che il tempio sorgeva presso il fiume Asclepius.
Strabone e altre fonti sidonie descrivono il santuario e le circostanti "sacre foreste" di Asclepio, la forma ellenizzata di Eshmun.
Ubicato circa 40 km a sud di Beirut e 4 km a nordest di Sidone, il tempio di Eshmun si trova sulla sponda meridionale del moderno fiume Awali, nei testi antichi chiamato Bostrenos o Asclepius fluvius.
Gli agrumeti noti come Bustan el-Sheikh (il boschetto dello sceicco) occupano le antiche "foreste sacre" di Asclepio e sono uno dei luoghi preferiti dalla gente del luogo per i picnic estivi.

## Descrizione

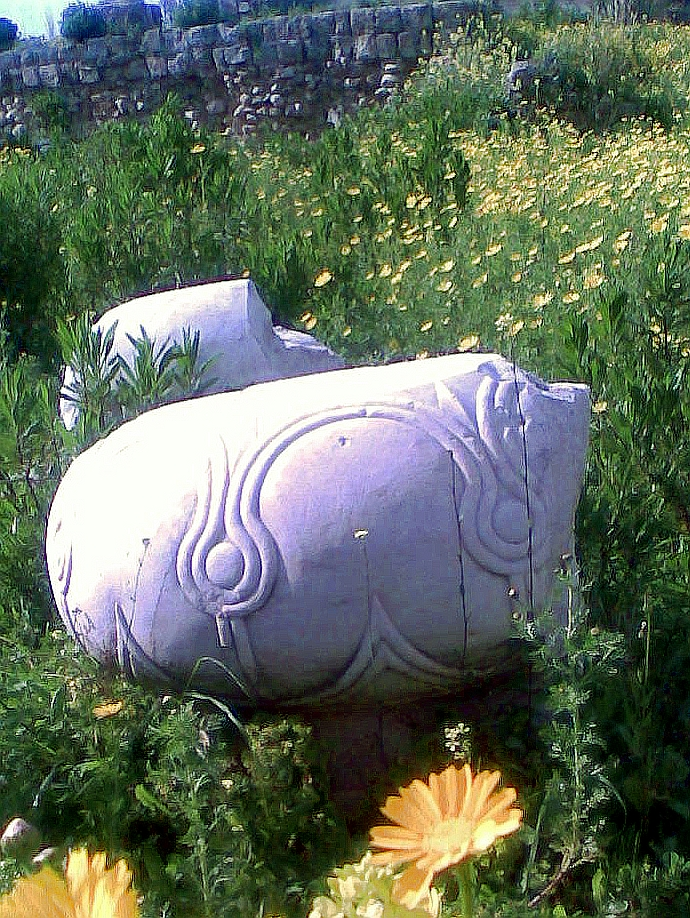
Fiori primaverili fioriscono presso la base di una colonna di stile babilonese. Bustan el-Sheikh.

Edificato sotto il dominio babilonese (605-539 a.C.), il più antico monumento del sito è un edificio piramidale che ricorda nella forma una ziggurat e che incorpora una rampa di accesso a una cisterna per l'acqua. Anche frammenti di basi di colonne marmoree con modanature toroidali e colonne facettate rinvenute a est del podio sono attribuite al periodo babilonese.
Durante la dominazione persiana, alla struttura piramidale fu sovrapposto un massiccio podio ashlar, costruito con blocchi calcarei con marcate bugnature, che misuravano oltre 3 m di lunghezza per 1 m di spessore e che furono collocati in file alte 1 m. Il podio si eleva per 22 m, si prolunga per 50 m nel fianco della collina e possiede un'ampia facciata larga 70 m. La terrazza sopra il podio era un tempo coperta da un tempio marmoreo in stile greco-persiano, probabilmente edificato da artigiani ionici attorno al 500 a.C.. A causa dei furti, del tempio marmoreo rimangono solo alcuni frammenti di pietra.
Nella fase ellenistica, il santuario fu ampliato dalla base del podio verso la valle. Lungo il lato orientale della base del podio si erge un sacello, che misura 10,5 x 11.5 m, datato al IV secolo a.C..
Il sacello era decorato con una vasca pavimentata e grande trono di pietra realizzato con un singolo blocco di granito in stile egizio; il trono è affiancato da due figure di sfinge e sorretto da due sculture raffiguranti leoni. Il trono, attribuito alla dea sidonia Astarte, è addossato alla parete del sacello, che è abbellita da sculture a rilievo con scene di caccia. Il bacino di Astarte, un tempo importante, perse la sua funzione nel II secolo d.C. e fu colmato con terra e frammenti di statue.
Lungo il lato occidentale della base del podio si trova un altro sacello del IV secolo a.C., realizzato attorno a una protome taurina sormontata da un capitello, conservata presso il Museo Nazionale di Beirut.
Molto noto come la "tribuna di Eshmun" a causa della sua forma, l'altare di Eshmun è una struttura di marmo bianco datata al IV secolo a.C. Misura 2,15 m di lunghezza per 2,26 m di larghezza e 2,17 m di altezza. Scoperto nel 1963 da Maurice Dunand, poggia su uno zoccolo calcareo con blocchi marmorei che si addossano a un muro di contenimento.
L'altare è decorato con sculture in bassorilievo in stile ellenistico ed è incorniciato da modanature decorative, una delle quali divide l'altare in due registri separati di composizione simmetrica. Il registro superiore ritrae 18 divinità greche, inclusi due conduttori di carro che attorniano il dio greco Apollo, il quale è raffigurato mentre suona una cithara (un tipo di lira). Il registro inferiore onora Dioniso, che conduce il suo thiasos (il suo corteo estatico) in una danza alla musica di suonatori di flauto e di cetra. La tribuna è esposta presso il Museo Nazionale di Beirut.
A nordest del sito, in posizione adiacente al sacello di Astarte, sorge un altro tempio del III secolo a.C.; la sua facciata, che misura 22 m, è realizzata con grandi blocchi calcarei ed è decorata da una decorazione a rilievo a due registri, che illustra un Baccanale in onore di Dioniso, il dio greco del vino. Tra i rilievi del tempio, uno mostra un uomo che tenta di catturare un grande gallo, che era il comune animale per sacrifici in favore di Eshmun-Asclepio.
Il complesso templare di Eshmun comprende un'elaborata rete idraulica, che parte dalla fonte "Ydll" ed è composta da un intricato sistema di canali, una serie di bacini di accumulo, bacini per le abluzioni sacre e piscine pavimentate. Questo sistema dimostra l'importanza delle abluzioni rituali nei culti terapeutici fenici.
Vestigia più tarde datano all'epoca romana. Fra queste vi è una strada colonnata affiancata da botteghe. Delle grandi colonne marmoree che costeggiavano la strada romana rimangono solo frammenti e basi. I Romani edificarono anche una scalinata monumentale decorata a mosaico, che conduce alla sommità del podio. Alla destra della strada romana, vicino all'ingresso al sito, sorge un ninfeo con nicchie in cui un tempo si trovavano le statue delle ninfe. Il pavimento del ninfeo è ricoperto da un mosaico che raffigura le Menadi. Dalla parte opposta della via colonnata, prospiciente al ninfeo, si trovano le rovine di una villa romana; solo il cortile della villa si è conservato con i resti di un mosaico che raffigura le quattro stagioni. Alla destra della scalinata cerimoniale romana si trova un altare di forma cubica anch'esso romano. Altre strutture del periodo romano sono due colonne di un grande porticato che conduceva alle piscine e altri edifici per il culto.

## Funzione
Il culto di Eshmun ebbe particolare importanza a Sidone, poiché a partire dal V secolo a.C. egli fu la principale divinità della città. Oltre al santuario extramurale di Bustan el-Sheikh, Eshmun ebbe un tempio a lui dedicato anche all'interno della città. Il tempio extramurale era associato alla purificazione e alla guarigione; le abluzioni rituali lustrali erano svolte nei bacini sacri del santuario, che sfruttavano l'acqua corrente del fiume Asclepius e della fonte "Ydll", che si considerava avesse in carattere sacro e proprietà terapeutiche. 
Le caratteristiche curative di Eshmun furono associate con i poteri legati alla fertilità della sua consorte divina Astarte; a questa era dedicato un sacello all'interno del santuario di Eshmun, con una piscina sacra pavimentata. Pellegrini provenienti da tutto il mondo antico giungevano al tempio di Eshmun lasciando offerte votive come segno della loro devozione e testimonianza della loro guarigione. Vi sono evidenze relativamente al fatto che a partire dal III secolo a.C. vi sono stati tentativi di ellenizzare il culto di Eshmun e di associarlo al dio greco Asclepio, ma il santuario mantenne la sua funzione curativa.

## Rinvenimenti

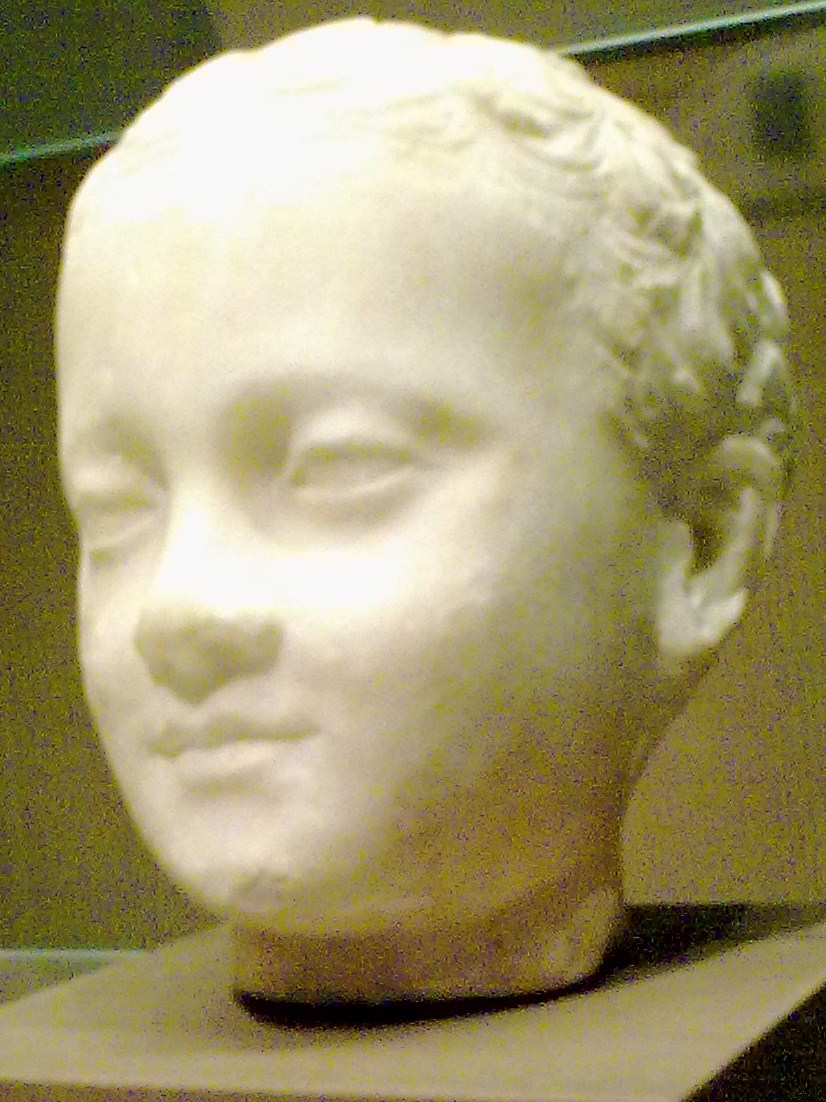
Testa marmorea votiva di un fanciullo rinvenuta nel sito del tempio di Eshmun; Museo Nazionale di Beirut, principio del IV secolo a.C.

Oltre a elementi decorativi di notevoli dimensioni, fregi scolpiti e mosaici che sono stati lasciati in situ, molti reperti sono stati recuperati e trasferiti dal tempio di Eshmun al Museo Nazionale, al Museo del Louvre oppure sono in possesso del Direttorato generale delle antichità del Libano. Tra questi reperti minori, vi è una raccolta di ostraca scritti, scavati da Dunand, che forniscono rari esempi della scrittura fenicia corsiva nella madrepatria fenicia.
Uno degli ostraca recuperati riporta il nome fenicio teoforico "grtnt", che indica che a Sidone la dea lunare Tanit era venerata.
Presso il sito del tempio, furono rinvenuti anche frammenti di sculture votive a dimensioni naturali di piccoli bambini disposti sul fianco che tengono un animale domestico o un piccolo oggetto; la più nota fra queste è la scultura di un bambino reale che tiene una colomba con la mano destra; la testa del bambino è rasata, il suo torso è nudo e la parte inferiore del corpo è avvolta in un ampio tessuto. Lo zoccolo di questa scultura è iscritto con una dedica da parte di Baalshillem, il figlio di un re di Sidone, a Eshmun, che illustra l'importanza del sito per la monarchia sidonia.
Queste sculture votive sembrano essere state volutamente rotte dopo la dedica a Eshmun e poi cerimonialmente gettate nel canale sacro, probabilmente simulando il sacrificio del bambino malato. Tutte queste sculture rappresentano ragazzi. Anche un busto calcareo raffigurante un kouros, che misura 31,5x27 cm ed è datato al VI secolo a.C., fu rinvenuto nel sito, ma, a differenza dei kouroi greci arcaici, questa figura non è nuda.
Tra i reperti più notevoli vi sono una placca aurea raffigurante un serpente arrotolato su un bastone, un simbolo ellenistico di Eshmun, e un altare in granito recante il nome del faraone egizio Hakor, scoperto nel santuario di Eshmun. Questo dono attesta le buone relazioni tra il faraone e i re di Sidone.
La fama del santuario giungeva molto lontano. Pellegrini ciprioti provenienti da Pafo lasciarono segni della loro devozione per Astarte su una stele marmorea iscritta sia in greco sia in cipriota presso il sacello di Astarte; questa stele è ora custodita dal Direttorato generale delle antichità del Libano.

## Saccheggi
I cacciatori di tesori hanno saccheggiato il tempio di Eshmun sin dall'antichità; attorno al 1900 reperti recanti iscrizioni fenicie provenienti dal sito del tempio raggiunsero i mercati antiquari di Beirut, dove attirarono l'attenzione delle autorità ottomane che eseguirono alcuni scavi archeologici. Nel corso della guerra civile, su richiesta del direttore generale delle antichità del Libano Maurice Chehab, Maurice Dunand trasferì oltre 2000 reperti da Sidone ad una camera sotterranea del castello crociato di Biblo, 30 km a nord di Beirut. Nel 1981, il deposito fu depredato e circa 600 sculture e elementi architettonici furono rubati e contrabbandate fuori dal Libano. Nel corso di una conferenza tenutasi a Beirut nel dicembre 2009, Rolf Stucky, ex direttore dell'Istituto di Archeologia Classica di Basilea, annunciò l'identificazione sicura e il ritorno di otto sculture al museo nazionale libanese.